# 医王寺 (東松島市)
医王寺（いおうじ）は、宮城県東松島市にある真言宗智山派の寺院で、山号は大嶋山。伊達政宗が洞穴にあった薬師如来に眼病祈請したところ忽ち平癒したので、信仰を深くした。後に政宗は、薬師山中に堂宇を建てて薬師如来を奉遷するとともに、宮戸島に大嶋山医王寺を建立した。

## 沿革（「生薬師」の由来）
当山医王寺に安置されている薬師如来尊像は慈覚大師の作と伝えられ、後堀河天皇貞応元年(1222年)4月8日、宮戸沖の島付近で、漁師の網にかかって出現したと伝えられている。村民は薬師山の上部に洞穴を掘って之を安置し、宮戸浜の守護仏として朝夕礼拝を怠らなかったと言われている。よって、この山を薬師山と名付けた。
慶長13年（1608年）政宗が同山で狩猟を行い、狩猟した鹿の肉を山の下で煮ようとした時、老僧が現れ、政宗に其の非なる所以を陳言申し上げたが、政宗は之を聞き入れず、そのいさめも聞かず、さらに煮たが、煮えなかった。政宗は、鹿肉を海中に投げ捨てて仙台城に御帰還なされた。後日になって、近侍の者にその際持参していた衣装箱から衣服を取り出させたところ、中にあった物は、全て灰燼に化していたので、政宗に伝えた。政宗は、始めて老僧の言葉に思い当たるところがあり、尚且つ薬師如来の霊験顕著なことを知り、自分の眼病治療の為薬師山に登頂され祈請七日、霊験あらたかに忽ち平癒された。政宗は、「是れ秘仏なり最も尊とし里の生薬師」と宣えられたといわれている。以後、「生薬師」の信仰を深くし、薬師山腹に堂宇を建立し、尊像を奉遷し、かつ雲州沙門真慶に里浜の高所に一寺を創建させ、大島山医王寺と称させた。

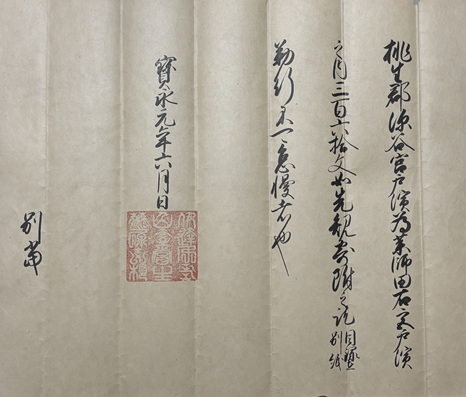
宝永元年6月に仙台藩から出された朱印状（伊達吉村公が藩主になった時に医王寺に下賜されたもの）

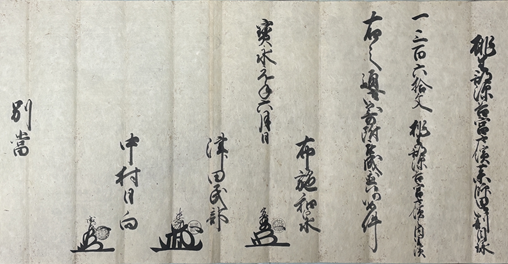
御朱印とともに下賜された知行目録。当時の奉行布施和泉（定安）の名前と花押がある

当時の伽藍は嘉永2年2月14日に焼失し、現在の寺は再建されたものである。寛永21年（1644年）伊達忠宗より御墨印賜り、寺領として田段別一丁四反八畝歩、畑三反歩、山林三反歩の山林田畑を拝領した。爾来、伊達家歴代藩主より御朱印を下賜された。この不動産は寺有財産として、代々継承され、御朱印は寺宝として現在に残っている。

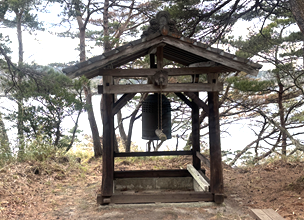
復元奉納された薬師堂の鐘

延宝7年（1697年）我が法祖の長順房真慶と、坂上田村麻呂の末裔田村右京太夫宗永の母と上宮太子大臣秦（ウツマサ）川勝の末裔和田房長息女より、梵鐘を奉納し、更に薬師如来と日光、月光、十二神将、不動明王、毘沙門天王の脇仏合わせて計17体が奉安された。世人の信仰信々篤く日々の参詣者が絶えることがなかったといわれている。また、堂宇破損の節は、伊達家によって修繕が加えられてきた。ちなみに、薬師堂はもと銅瓦、金具は竹に雀及び縦引き両の伊達家の御紋章だったが、明治６年に盗難にあい、現在は瓦葺で金具もないが、その構造を今に伝えている。また、梵鐘は太平洋戦争中に応召となり国に殉じたが、信徒一同の浄財の協力で、昭和38年4月8日、当時の場所に復元奉納された。

## 年中行事
３月第２日曜日　　念仏講
旧３月１８日　　　観音堂（月浜）祭典
５月５日　　　　　薬師堂如来祭典
６月１日　　　　　雷神尊祭典
９月９日　　　　　熊野神社祭典
１２月第１日曜日　御越年祭
１２月２４日　　　冬至星祭

## 寺宝
伊達家歴代藩主より賜る御墨印二通御朱印八通（寛永２１年８月忠宗公より天保１３年６月慶邦公まで各別紙知行目録添え）
市指定有形文化財
（建造物）薬師堂
（彫刻）薬師堂仏像１７体
市文化財
医王寺のイチョウ、医王寺のかや